# 正垣泰彦
正垣 泰彦（しょうがき やすひこ、1946年〈昭和21年〉1月6日 - ）は、日本の実業家。ファミリーレストラン大手のサイゼリヤの創業者で、現在は同社代表取締役会長。また同社株式の29.18%を保有する筆頭株主でもある（2017年8月末現在）。

## 略歴
1946年、兵庫県朝来郡生野町（現・朝来市）に祖父と父を医師に持つ5人兄弟の三男として生まれる。小学3年の秋に東京へ引っ越し、1958年に佼成学園中学校に入学。佼成学園高等学校を卒業すると、1964年から東京理科大学理学部物理学科に入学。入学当初から淀橋市場で手伝いをはじめ、大学3年の春休みから新宿の飲食店「渋谷食堂」でアルバイトを始める。この頃、同じビルに入居していた飲食店の調理師見習の山本慈郎は以後40年正垣の右腕として仕え、専務取締役まで上り詰める人物である。
店主や従業員から独立を待望され、正垣は父親に「レストランをやらせたい人がいるが、だれか板前を知らないか」と自分が開業することを伏せて相談する。すると、総武線本八幡駅前（千葉県市川市）にある「サイゼリヤ」というパーラーを設備ごと購入してもらう。店名について、
と語っている。1967年7月7日に開店。翌年、東京理科大学を卒業、「サイゼリヤ」をイタリア料理店として再オープン。
- 1973年 - 株式会社マリアーヌ商会（現・株式会社サイゼリヤ）を設立して法人化、代表取締役社長に就任。その後、低価格メニュー提供で飛躍的に店舗数を拡大する。
- 2009年 - 同社のデリバティブ取引による損失発生により代表取締役社長を引責辞任し（後任：堀埜一成[9]）、代表取締役会長に就任。
- 2019年 - 旭日中綬章受章[10][11]。

## テレビ出演
- 日経スペシャル カンブリア宮殿 安さ美味さで客は来る！（2009年9月14日、テレビ東京）[12]

## 書籍

### 著書
- 『おいしいから売れるのではない 売れているのが おいしい料理だ』（2011年7月22日、日経BP社）ISBN 9784822233488
  - 『おいしいから売れるのではない 売れているのが おいしい料理だ』（2016年8月1日、日本経済新聞出版社 日経ビジネス人文庫）ISBN 9784532198022
- 『サイゼリヤの法則 なぜ「自分中心」をやめると、ビジネスも人生もうまくいくのか？』（2024年3月22日、KADOKAWA）ISBN 9784046066855

### 関連書籍
- 『サイゼリヤ革命 世界中どこにもない“本物"のレストランチェーン誕生秘話』（著者:山口芳生）（2011年8月27日、柴田書店）ISBN 9784388153268
- 『東京理科大学ユニーク人物列伝』（著者:山本威一郎、編:東京理科大学出版センター）（2013年12月18日、東京書籍 東京理科大学坊っちゃん科学シリーズ 第7巻）ISBN 978-4487807673 - 正垣泰彦を含む20名を収録